# Direcció Europea per a la Qualitat dels Medicaments i dels Serveis Sanitaris
La Direcció Europea per a la Qualitat dels Medicaments i dels Serveis Sanitaris, més conegut amb el seu nom anglès European Directorate for the Quality of Medicines & Healthcare (EDQM) va ser creat el 1996 pel Consell d'Europa amb l'objectiu de millorar la salut pública als estats membres del Consell.
Troba el seu origen en la Convenció sobre la redacció d'una Farmacopea europea (Convention on the Elaboration of a European Pharmacopoeia), un tractat internacional ratificat pel Consell d'Europa el 1964. A l'octubre del 2016, la Direcció comptava amb l'adhesió de 37 estats i de la Unió Europea. Els signataris accepten l'objectiu de l'EDQM d'harmonitzar les normes i estandards de medicaments segurs al continent europeu i enllà. A més dels estats members, hi participen vint-i-vuit observadors, hi comprés l'Organització Mundial de la Salut. Les normes publicades a la Farmacopea europea són una referència científica internacional i són una obligació legal als estats membres del Consell d'Europa.
L'EDQM que té la seu a Estrasburg (França) i col·labora amb l'Agència Europea de Medicaments de la Unió Europea, encara establerta a Londres, però en via de trasllat per causa del Brexit.